# Wiktor Kamiński
Wiktor Kamiński (* 23. Februar 2004 in Ostrowiec Świętokrzyski) ist ein polnischer Fußballspieler, der als Mittelstürmer spielt.

## Karriere

### Verein
Kamiński begann das Fußballspielen im Verein bei KSZO Ostrowiec Świętokrzyski und wechselte 2017 in die Jugendabteilung von Legia Warschau. Seine Karriere im Männerbereich begann bei Legia Warschau II, bei denen er drei Spielzeiten blieb und auf 50 Einsätze in der viertklassigen 3. Liga kam, in denen er elf Tore erzielen konnte.
Am 22. Februar 2023 wechselte er zu Warta Posen. Sein Debüt in der Ekstraklasa machte er am 15. Mai 2023 gegen Radomiak Radom, als er in der 88. Minute gegen Stefan Savic eingewechselt wurde. Das Spiel verlor Warta mit 1:2.

### Nationalmannschaft
Kamiński hat für verschiedene polnische Jugendnationalmannschaften gespielt, darunter die U15 und U18.